# Tug of War (альбом Карлі Рей Джепсен)
«Tug of War» — дебютний альбом канадської співачки Карлі Рей Джепсен, який посів третє місце в п'ятому сезоні Canadian Idol. Альбом спродюсований канадським продюсером і поетом-піснярем Раяном Стевартом. Спочатку альбом був обмеженим випуском лише в Канаді на незалежному лейблі MapleMusic Recordings через Fontana North 30 вересня 2008 року. Однак згодом йому було надано основний реліз канадським лейблем 604 Records, після підписання контракуту з Джепсен в 2011 році, в тому числі цифровий реліз в iTunes Store в США 14 червня. 2013 року альбом вийшов у форматі CD в США, в липні 2015 року у форматі вінілової платівки (Європа).

## Сингли та їх реліз
16 червня 2008 року в iTunes Store вийшов головний сингл альбому — обкладинка пісні Джона Денвера «Sunshine on My Shoulders». Другий сингл «Tug of War» вийшов в цій же мережі 16 вересня 2008 року і досяг 36 місця в the Canadian Hot 100. Музичне відео було опубліковане в січні 2009 року. Третій сингл — «Bucket» досяг 32 сходинки в the Canadian Hot 100. Він відтворює дитячу пісню «У моєму відерці дірка». Четвертий і останній сингл з альбому — «Sour Candy».
Станом на 25 червня 2012 року продано 10 000 примірників альбому в Канаді.

## Список композицій
Всі треки, написані самою Карлі Рай Джепсен, за винятком тих, де це зазначено. Всі пісні, спродюсовані Райаном Стевартом, крім «Sour Candy», яку спродюсував Джош Рамсей.
| #   | Назва                                                          | Тривалість |
| --- | -------------------------------------------------------------- | ---------- |
| 1.  | «Bucket»                                                       | 2:51       |
| 2.  | «Tug of War»                                                   | 3:44       |
| 3.  | «Money and the Ego»                                            | 3:10       |
| 4.  | «Tell Me»                                                      | 2:20       |
| 5.  | «Heavy Lifting»                                                | 3:41       |
| 6.  | «Sunshine on My Shoulders" (кавер-версія пісні Джона Денвера)» | 3:55       |
| 7.  | «Worldly Matters»                                              | 3:21       |
| 8.  | «Sweet Talker»                                                 | 2:56       |
| 9.  | «Hotel Shampoos»                                               | 2:52       |
| 10. | «Sour Candy (при участі Джоша Рамсея)»                         | 3:01       |

## Історія релізу
| Країна | Дата               | Лейбл                                | Формат                  | Внрсія      |
| ------ | ------------------ | ------------------------------------ | ----------------------- | ----------- |
| Канада | September 30, 2008 | MapleMusic Recordings, Fontana North | CD, цифрова дистрибуція | Original    |
| Канада | 2011               | 604 Records, Universal Music Canada  | CD, цифрова дистрибуція | Перевидання |
| Канада | July 24, 2015      | 604 Records                          | LP                      | Перевидання |
| Японія | May 19, 2010       | Surfrock International               | CD                      | Перевидання |
| США    | June 14, 2011      | 604 Records                          | Цифрова дистрибуція     | Перевидання |
| США    | October 1, 2013    | 604 Records, Alliance Entertainment  | CD                      | Перевидання |
| Європа | July 10, 2015      | 604 Records                          | LP                      | Перевидання |